# Oekraïners in Rusland
Met Oekraïners in Rusland of Russische Oekraïners (Russisch: украинцы в России) worden Russische burgers van Oekraïense (etnische) achtergrond aangeduid. Volgens de meest recente volkstelling van 2010 telde Rusland ongeveer 1,9 miljoen etnische Oekraïners. De Oekraïners vormen hiermee 1,4% van de Russische bevolking, wat ze de derde bevolkingsgroep in het land maakt (alleen de etnische Russen en Wolga-Tataren zijn omvangrijker). Sinds de Annexatie van de Krim en de Oorlog in Oost-Oekraïne hebben honderdduizenden Oekraïense burgers hun toevlucht gezocht in de Russische Federatie, waardoor het aantal Oekraïners is opgelopen tot vier à vijf miljoen personen.

## Aantal

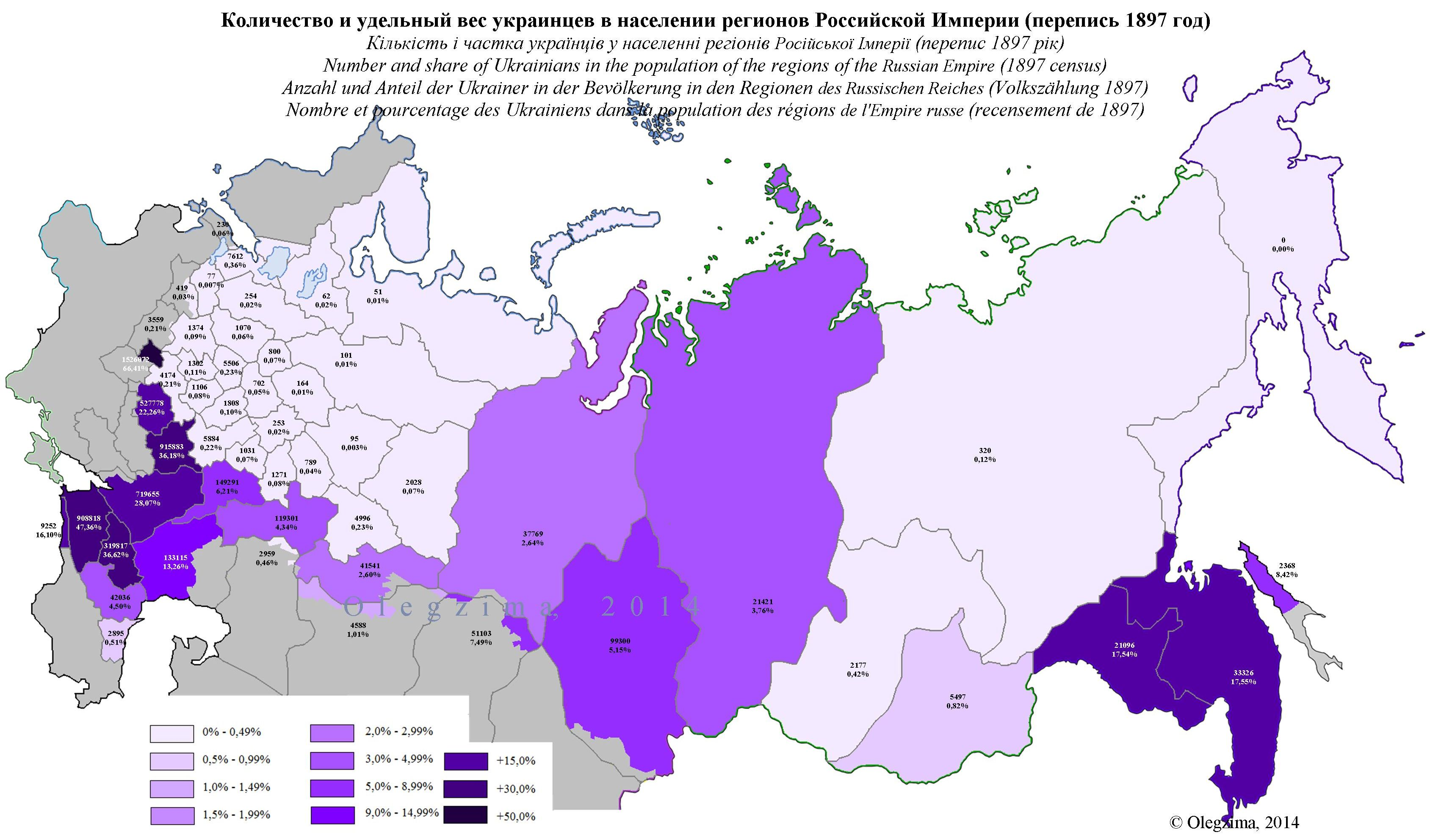
Verspreiding van de Oekraïners op basis van de volkstelling in het Russische Rijk van 1897.

Percentage Oekraïners in Moskou per stadsdeel, volkstelling van 2010.

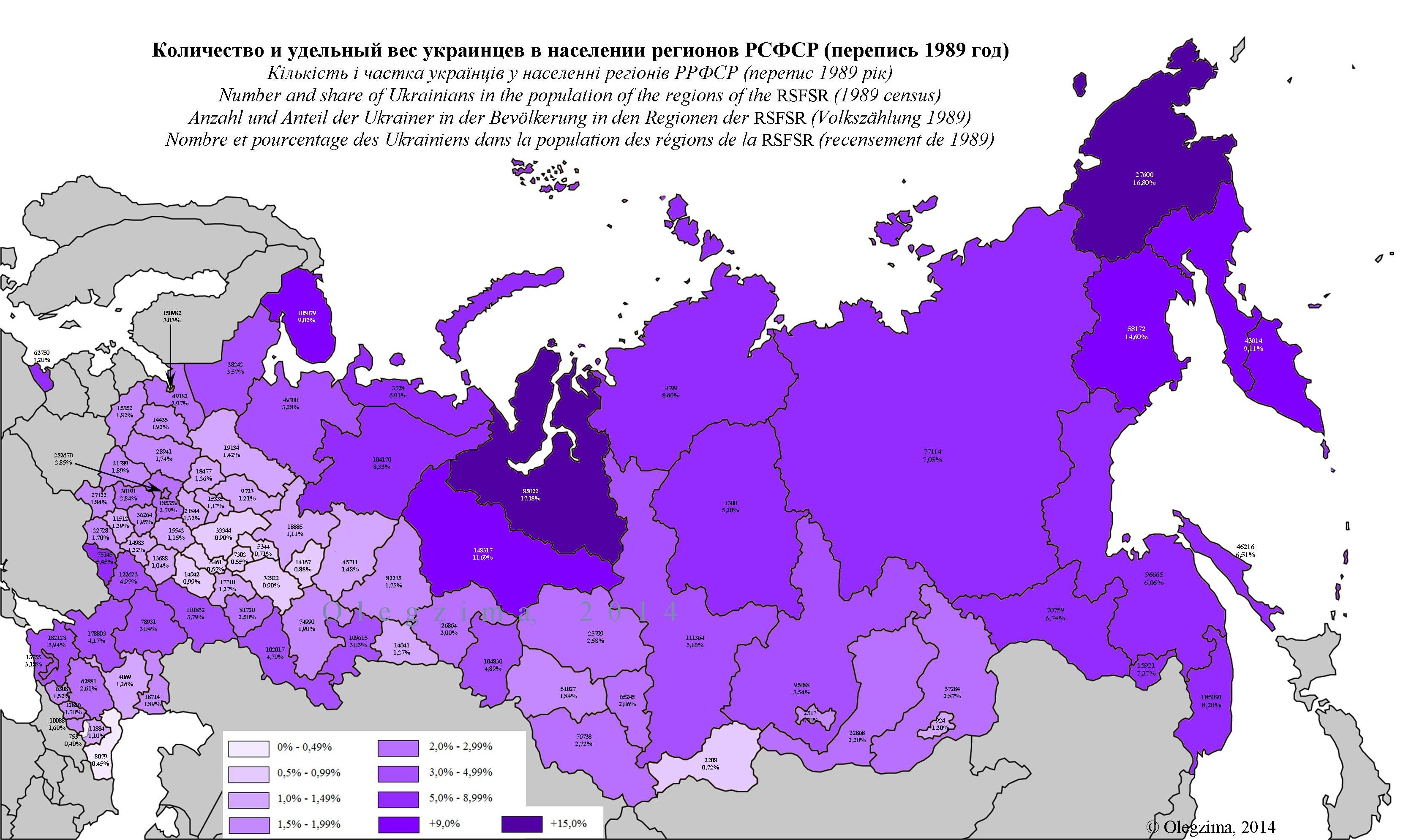
Verspreiding van de Oekraïners in de Sovjetvolkstelling van 1989.

### Koeban
In de eerste en enige volkstelling in het Russische Rijk van 1897 werden ruim 22 miljoen Oekraïners in het Keizerrijk Rusland geregistreerd, waarvan 1,4 miljoen op het huidig Russisch grondgebied (ongeveer 1,2 miljoen in Europees Rusland en 200.000 in Siberië en het Russische Verre Oosten). In de regio "Koeban", het gebied tussen de rivier Koeban en de Zwarte Zee, waar het huidige Kraj Krasnodar  ligt, vormden sprekers van het "Klein-Russisch" (thans: Oekraïens) ongeveer 47% van de totale bevolking, terwijl de sprekers van het "Groot-Russisch" ongeveer 43% van de bevolking vormden. Na de Russische Burgeroorlog (Oktoberrevolutie) verklaarden de Koeban-Kozakken zich onafhankelijk, waarbij ze militaire steun kregen van de Oekraïense Volksrepubliek, wat leidde tot een kortstondig bestaan van de Volksrepubliek Koeban waar Russisch en Oekraïens de officiële talen waren. In 1920 hield de Volksrepubliek Koeban op met bestaan en ging op in de Russische Socialistische Federatieve Sovjetrepubliek. Het beleid van de Bolsjewistisch Rusland was vrij gunstig voor de Oekraïense taal en de Oekraïense identiteit; er werden bijvoorbeeld 700 Oekraïense taalscholen geopenend. Hierdoor steeg het aantal Oekraïenstaligen in de regio in een rap tempo: in de Sovjetvolkstelling van 1926 vormden de ruim 900.000 Oekraïners in de regio Koeban ongeveer 62% van de totale bevolking. Desalniettemin werd de houding tegenover Oekraïners vanaf 1926 steeds negatiever. Gedurende de jaren dertig werden veel Sovjetrepressies uitgevoerd in de Koeban, wat leidde tot de Holodomor. Veel Oekraïners en hun afstammelingen kozen de daaropvolgende jaren ervoor om zichzelf als Russen te identificeren, waardoor het aantal zelf-geïdentificeerde Oekraïners drastisch afnam: in de Sovjetvolkstelling 1989 werden er in Kraj Krasnodar en Adygea 251.198 Oekraïners geteld, terwijl het aantal in de Russische volkstelling 2002 verder afnam tot 151.788 personen. Desalniettemin is de cultuur van de Oekraïners in deze plaatsen nog springlevend, zoals de bandura-muziek en het Balatsjka-dialect van het Russisch.

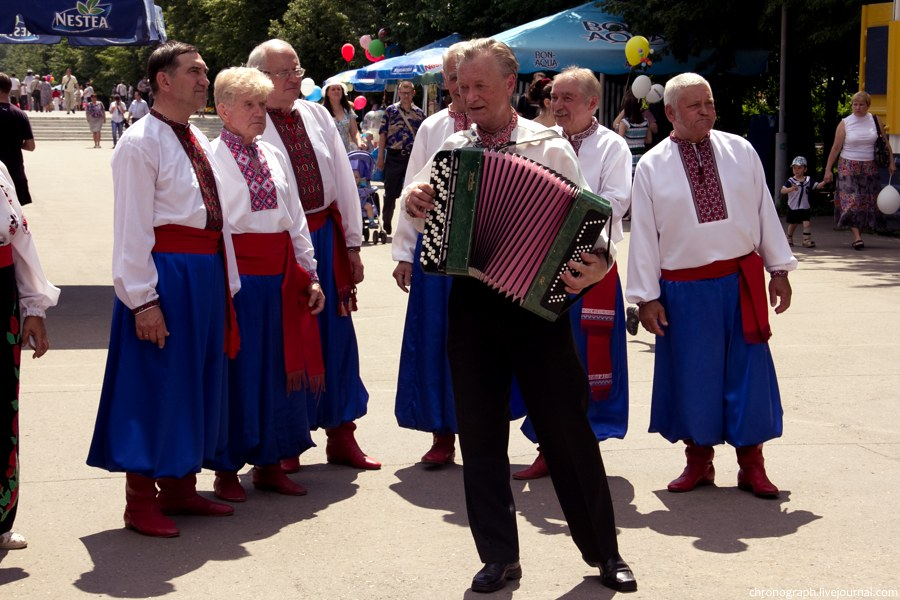
Oekraïners vieren het bestaan van de stad Toljatti in 2012

### Russische Verre Oosten

Verspreiding van de Oekraïners in het Federaal district Verre Oosten

Buiten de regio Koeban wonen er ongeveer 800.000 mensen met een (deels-)Oekraïense achtergrond in het Russische Verre Oosten, in een gebied dat van oudsher bekend staat als "Groen Oekraïne" ('Zelenyj Klyjn') en onder meer de hedendaagse Oblast Amoer, Kraj Chabarovsk en Kraj Primorje omvat. In Oblast Magadan vormden de 10.000 Oekraïners ongeveer 6,5% van de bevolking, terwijl ze in Tsjoekotka 6% van de bevolking vormden (2.900 Oekraïners). Veruit het grootste deel van de Oekraïners in het Verre Oosten woonde echter in Kraj Primorje, waar ze met ruim 50.000 personen ongeveer 3% van de bevolking vormen. Het aantal Oekraïners in dit gebied vertoont al decennialang een daling: in 2002 vormden Oekraïners in de meeste deelgebieden nog 10% tot 15% van de bevolking, terwijl ze in 1926 nog 30% van de bevolking vormden.
| Verspreiding van de Oekraïners in het Russische Verre Oosten | Oekraïners (volkstelling 1989) | Oekraïners (volkstelling 1989) | Oekraïners (volkstelling 2002) | Oekraïners (volkstelling 2002) | Oekraïners (volkstelling 2010) | Oekraïners (volkstelling 2010) |
| Verspreiding van de Oekraïners in het Russische Verre Oosten | Aantal                         | %                              | Aantal                         | %                              | Aantal                         | %                              |
| ------------------------------------------------------------ | ------------------------------ | ------------------------------ | ------------------------------ | ------------------------------ | ------------------------------ | ------------------------------ |
| oblast Amoer                                                 | 70.759                         | 6,7%                           | 31.475                         | 3,5%                           | 16.636                         | 2,0%                           |
| kraj Chabarovsk                                              | 96.665                         | 6,1%                           | 48.622                         | 3,4%                           | 26.803                         | 2,0%                           |
| Jakoetië                                                     | 77.114                         | 7,1%                           | 34.633                         | 3,7%                           | 20.341                         | 2,2%                           |
| Joodse Autonome Oblast                                       | 15.921                         | 7,4%                           | 8.483                          | 4,4%                           | 4.871                          | 2,8%                           |
| kraj Kamtsjatka                                              | 43.014                         | 9,1%                           | 20.870                         | 5,8%                           | 11.488                         | 3,6%                           |
| oblast Magadan                                               | 58.172                         | 14,9%                          | 18.068                         | 9,9%                           | 9.857                          | 6,3%                           |
| kraj Primorje                                                | 185.091                        | 8,2%                           | 94.058                         | 4,5%                           | 49.953                         | 2,6%                           |
| oblast Sachalin                                              | 46.216                         | 6,5%                           | 21.831                         | 4,0%                           | 12.136                         | 2,4%                           |
| Tsjoekotka                                                   | 10.393                         | 10,3%                          | 4.960                          | 9,4%                           | 2.869                          | 6,0%                           |

### Europees Rusland
In de stad Moskou leefden 154.000 zelf-geïdentificeerde etnische Oekraïners (1,4% van de bevolking), terwijl er in Sint-Petersburg ongeveer 64.000 Oekraïners werden geteld (1,5% van de bevolking). In de Russische exclave Oblast Kaliningrad leefde ongeveer 33.000 Oekraïners in 2010, waarmee ze 4% van de bevolking vormden.

### Bevolkingsontwikkeling
| (vt.) | Jaar             | Aantal Oekraïners | Percentage (%) |
| ----- | ---------------- | ----------------- | -------------- |
| 1     | 1926             | 6.871.194         | 7,41           |
| 2     | 1939             | 3.359.184         | 3,07           |
| 3     | 1959             | 3.359.083         | 2,86           |
| 4     | 1970             | 3.345.885         | 2,57           |
| 5     | 1979             | 3.657.647         | 2,66           |
| 6     | 1989             | 4.362.872         | 2,97           |
| 7     | 2002             | 2.942.961         | 2,03           |
| 8     | 2010             | 1.927.988         | 1,35           |
| 9     | 2015 (schatting) | 5.864.000         | 4,01           |

In de jaren negentig nam de Oekraïense bevolking in Rusland aanzienlijk af. Dit komt door een samenhang van verschillende factoren. De belangrijkste reden is de algemene bevolkingskrimp in Rusland waar ook de Oekraïners mee te kampen hebben, namelijk een laag geboortecijfer gecombineerd met een hoog sterftecijfer, wat leidt tot een negatieve natuurlijke bevolkingsgroei (zie: denataliteit). Daarnaast speelt culturele assimilatie een belangrijke rol in de daling van het aantal Oekraïners. Vanwege de overeenkomstige geschiedenis, cultuur en een groot gezamenlijk verspreidingsgebied tussen Oekraïners en Russen, trouwen de twee bevolkingsgroepen vaak met elkaar (zie: gemengd huwelijk) en worden de kinderen die uit deze huwelijken geboren worden in de volkstellingen vaak als etnische Russen geregistreerd. In 2002 was minder dan 6% van de zelf-geïdentificeerde Oekraïners tussen de 0 en 14 jaar oud, terwijl bijna 18% 65-jaar of ouder was - hetgeen wijst op een duidelijke ontgroening en vergrijzing onder de Oekraïners. Het vruchtbaarheidscijfer van een Oekraïense vrouw in Rusland was in 2002 gemiddeld 1,73 kinderen per vrouw (voor alle leeftijdscategorieën). Alleen Oekraïense vrouwen van 70 jaar of ouder (geboortecohort: 1932 of eerder) hadden - met gemiddeld 2,23 kinderen per vrouw - een vruchtbaarheidscijfer dat hoger is dan de zogenoemde 'vervangingsniveau' van 2,1 kinderen per vrouw. Bijna alle Oekraïners in Rusland spraken het Russisch als eerste taal in het dagelijks leven, terwijl ongeveer de helft ook het Oekraïens sprak. De urbanisatiegraad onder de Oekraïners in Rusland was in 2010 ongeveer 76,6%, vergelijkbaar met dat van etnische Russen en ongewijzigd ten opzichte van 2002.
Desalniettemin wordt de daling van de Oekraïners deels gecompenseerd door de komst van economische migranten uit Oekraïne die op zoek zijn naar beter betaalde banen in Rusland. De Oekraïense arbeidsmigranten worden met open armen ontvangen door de Russische bevolking, omdat de Russen (deels vanwege de culturele en historische overeenkomsten) positiever zijn tegen Oekraïense arbeidsmigranten (in tegenstelling tot arbeidsmigranten uit de Kaukasus en Centraal-Azië, tegen wie  discriminatie en de rassenhaat is toegenomen, onder invloed van radicale groepen als de RNE, Pamjat en de DPNI).
Abazijnen ·
Abchaziërs ·
Achvachen ·
Adygeeërs ·
Aino ·
Aleoeten ·
Aljoetoren ·
Altaj (Oirot) ·
Andi ·
Armeniërs ·
Avaren ·
Azerbeidzjanen·
Balkaren ·
Baraba ·
Basjkieren ·
Bergjoden ·
Boerjaten ·
Chakassen ·
Chanten ·
Chinezen ·
Dargienen ·
Dolganen ·
Enetsen ·
Evenen ·
Evenken ·
Georgiërs ·
Grieken ·
Ingoesjen ·
Ingriërs ·
Itelmenen ·
Jakoeten ·
Joden ·
Joekagieren ·
Joepiken ·
Kabardijnen ·
Kalmukken ·
Kamtsjadalen ·
Karatsjajers ·
Kareliërs ·
Kazachen ·
Kereken ·
Ketten ·
Komi ·
Koreanen ·
Korjaken ·
Korjo-saram ·
Krim-Tataren ·
Lezgiërs ·
Mansen ·
Mari (Tsjeremissen) ·
Meschetische Turken ·
Mordwienen ·
Nanai ·
Negidalen ·
Nenetsen (Joeraken) ·
Nganasanen ·
Nivchen (Giljaken) ·
Nogai ·
Oedegen ·
Oedmoerten ·
Oekraïners ·
Oeltsjen ·
Oezbeken ·
Oroken ·
Orotsjen ·
Osseten ·
Polen ·
Pomoren ·
Rusland-Duitsers (inclusief Wolga-Duitsers) ·
Russen ·
Samen (Lappen) ·
Selkoepen ·
Sjoren ·
Sojoten ·
Tabassaranen ·
Perzen (Tadzjieken) ·
Taten ·
Teleoeten ·
Tofalaren ·
Tsachoeriërs (Caxur) ·
Tsjerkessen ·
Tsjetsjenen (Noxchi) ·
Tsjoektsjen ·
Tsjoelymen ·
Tsjoevanen ·
Tsjoevasjen ·
Turkmenen ·
Toevanen ·
Wepsen ·
Belarussen (Wit-Russen) ·
Wolga-Tataren ·
Woten